# فرهنگ سغدی
فرهنگ سغدی (سغدی، فارسی، انگلیسی) کتابی از بدرالزمان قریب است که در سال ۱۳۷۴ منتشر و در مراسم کتاب سال جمهوری اسلامی ایران به‌عنوان کتاب برگزیده معرفی شد.